# Miasta w Paragwaju
Według danych oficjalnych pochodzących z 2006 roku Paragwaj posiadał ponad 40 miast o ludności przekraczającej 10 tys. mieszkańców. Stolica kraju Asunción jako jedyne miasto liczyło ponad 500 tys. mieszkańców; 8 miast z ludnością 100÷500 tys.; 10 miast z ludnością 50÷100 tys.; 3 miasta z ludnością 25÷50 tys. oraz reszta miast poniżej 25 tys. mieszkańców.
Większe miasta koncentrują się w południowej części kraju, zwłaszcza w otaczającym stolicę departamencie Central. Ludność miejska stanowiła w 1992 51% ogółu ludności Paragwaju.

## Największe miasta w Paragwaju
Największe miasta w Paragwaju według liczebności mieszkańców (stan na 01.01.2006):
| Lp. | Miasto              | Departament     | Liczba ludności |
| --- | ------------------- | --------------- | --------------- |
| 1.  | Asunción            | miasto Asunción | 507 574         |
| 2.  | Ciudad del Este     | Górna Parana    | 273 755         |
| 3.  | San Lorenzo         | Centralny       | 236 594         |
| 4.  | Luque               | Centralny       | 224 438         |
| 5.  | Capiatá             | Centralny       | 215 201         |
| 6.  | Lambaré             | Centralny       | 128 324         |
| 7.  | Fernando de la Mora | Centralny       | 121 941         |
| 8.  | Limpio              | Centralny       | 105 824         |
| 9.  | Ñemby               | Centralny       | 103 818         |
| 10. | Encarnación         | Itapúa          | 76 671          |

## Alfabetyczna lista miast w Paragwaju
Spis miast Paragwaju powyżej 10 tys. mieszkańców według danych szacunkowych z 2006 roku:
- Areguá
- Asunción
- Ayolas
- Benjamín Aceval
- Caacupé
- Caaguazú
- Caazapá
- Capiatá
- Ciudad del Este (Presidente Stroessner)
- Concepción
- Coronel Bogado
- Coronel Oviedo
- Curuguaty (San Isidro de Curuguaty)
- Doctor Juan Eulogio Estigarribia
- Encarnación
- Eusebio Ayala
- Fernando de la Mora
- Filadelfia (Fernheim)
- Fuerte Olimpo
- Guarambaré
- Hernandaríaz
- Horqueta
- Itá
- Itauguá
- Lambaré
- Limpio
- Luque
- Mariano Roque Alonso
- Minga Guazú
- Ñemby
- Paraguarí
- Pedro Juan Caballero
- Pilar
- Piribebuy
- Pozo Colorado
- Presidente Franco
- Salto del Guairá
- San Antonio
- San Estanislao
- San Ignacio
- San Juan Bautista
- San Lorenzo
- San Juan Nepomuceno
- San Pedro del Ycuamandiyú
- Santa Rita
- Tobatí
- Villa Elisa
- Villa Hayes
- Villarrica
- Ypacaraí
- Ypané